# Larry Clavier
Larry Clavier (ur. 9 stycznia 1981 w Bondy) – francuski piłkarz pochodzenia gwadelupskiego występujący na pozycji pomocnika.

## Kariera klubowa
Larry Clavier rozpoczął karierę w 2000 roku w występującym w pierwszej lidze Gwadelupy klubie CS Moulien. W 2001 przeszedł do francuskiego klubu Racing Club de France. Z Racingiem spadł do czwartej ligi w 2002, a dwa lata później powrócił do trzeciej. W latach 2005–2008 był zawodnikiem trzecioligowego Angers SCO. W latach 2008–2009 ponownie występował w paryskim Racingu, który występował wówczas w czwartej lidze. W 2009 przeszedł do drugoligowego portugalskiego FC Penafiel. Od 2010 jest zawodnikiem drugoligowego S.C. Freamunde.
| Sezon   | Klub                  | Kraj       | Rozgrywki                       | Mecze | Bramki |
| ------- | --------------------- | ---------- | ------------------------------- | ----- | ------ |
| 2000/01 | CS Moulien            | Gwadelupa  | Guadeloupe Division d'Honneur   | ?     | ?      |
| 2001/02 | Racing Club de France | Francja    | Championnat National            | ?     | ?      |
| 2002/03 | Racing Club de France | Francja    | Championnat de France amateur   | 5     | 0      |
| 2003/04 | Racing Club de France | Francja    | Championnat de France amateur   | 0     | 0      |
| 2004/05 | Racing Club de France | Francja    | Championnat National            | 5     | 0      |
| 2005/06 | Angers SCO            | Francja    | Championnat National            | 21    | 1      |
| 2006/07 | Angers SCO            | Francja    | Championnat National            | 4     | 0      |
| 2007/08 | Angers SCO B          | Francja    | Championnat de France amateur 2 | ?     | ?      |
| 2008/09 | Racing Club de France | Francja    | Championnat de France amateur   | 19    | 2      |
| 2009/10 | FC Penafiel           | Portugalia | Liga de Honra                   | 14    | 2      |
| 2010/11 | S.C. Freamunde        | Portugalia | Liga de Honra                   | 3     | 0      |

## Kariera reprezentacyjna
W reprezentacji Gwadelupy Clavier zadebiutował 5 lipca 2009 w wygranym 2-1 meczu z reprezentacją Panamy podczas Złotego Pucharu CONCACAF. Na turnieju wystąpił w trzech meczach z Panamą, Meksykiem i Kostaryką. W 2011 po raz drugi uczestniczył w Złotym Pucharze CONCACAF. Na turnieju był rezerwowym i nie wystąpił w żadnym meczu.